# MCNP
MCNP, der Monte-Carlo N-Particle Transport Code, ist ein weltweit verbreitetes reaktorphysikalisches Programm zur Simulation nuklearer Prozesse. Es wird von Los Alamos National Laboratory seit mindestens 1957 entwickelt.

## Kurzbeschreibung
Das Programm MCNP kann für den Neutronen-, Photonen-, Elektronen- oder den gekoppelten Neutronen-, Photonen- und Elektronentransport verwendet werden. Es ist möglich, Eigenwerte für kritische Systeme zu berechnen. Der Code behandelt eine beliebige dreidimensionale Konfiguration von Materialien in geometrischen Zellen, die von ebenen Oberflächen, Oberflächen zweiten Grades oder elliptischen Tori begrenzt sind.
Es werden punktweise Wirkungsquerschnittsdaten verwendet. Für Neutronen werden alle Reaktionen berücksichtigt, die in einer bestimmten Evaluation von Wirkungsquerschnitten (wie ENDF/B-VI) angegeben sind. Thermische Neutronen werden sowohl im freien-Gas- als auch im S(α,β)-Modell beschrieben. Für Photonen berücksichtigt der Code inkohärente und kohärente Streuung, die Möglichkeit der Fluoreszenzemission nach photoelektrischer Absorption, Absorption in Paarproduktion mit lokaler Emission von Annihilations- und Bremsstrahlung. Für den Elektronentransport wird ein kontinuierliches Slowing-Down-Modell verwendet, das Positronen, Röntgen- und Bremsstrahlung einschließt, aber nicht externe oder selbstinduzierte Felder.
Wichtige Standardfunktionen, die MCNP sehr vielseitig und einfach anwendbar machen, umfassen eine leistungsfähige allgemeine Quelle, eine kritische Quelle und eine Oberflächenquelle, eine reiche Sammlung von Varianzreduktionstechniken und eine umfangreiche Sammlung von Wirkungsquerschnittsdaten.

## Anwendungsgebiete
MCNP wird hauptsächlich für die Simulation von Kernprozessen wie der Kernspaltung verwendet, ist aber auch geeignet, Teilchenwechselwirkungen zwischen Neutronen, Photonen und Elektronen und anderen Teilchen zu simulieren. Spezifische Anwendungsbereiche umfassen zum Beispiel Design von Kernspaltungs- und Fusionsreaktoren, nukleare Kritikalitätssicherheit, Strahlenschutz, Dosimetrie, Dekontamination, Radiographie, medizinische Physik, Detektordesign und -analyse, Beschleunigerkonstruktion und Stilllegung.
In der bibliografischen Datenbank WorldCat sind über 10000 Arbeiten verzeichnet, die dem Programm MCNP selbst oder aber Anwendungen des Programms gewidmet sind. Die MCNP-Webseite bietet eine Übersicht über Facharbeiten zu MCNP.

## Distribution und Export
Die MCNP wird ausschließlich vom Radiation Safety Information Computational Center (RSICC) am Oak Ridge National Laboratory (Tennessee) verteilt, die internationale Distribution unterliegt Exportbeschränkungen durch das Department of Energy.

## Versionen
Die aktuelle Version ist MCNP6 (aktuelles Release: V6.3.0). Die Vorgängerversionen sind MCNP5 und MCNPX.
Auf der MCNP-Webseite sind Handbücher und Release Notes als Internetdokumente zu finden.

### MCNP6
Mit der Version MCNP6 wurden die Programme MCNP5 und MCNPX fusioniert und weitere Optionen hinzugefügt.

### MCNPX
Das Programm MCNPX, eine Abkürzung für Monte Carlo N-Particle eXtended, wurde zunächst parallel zum Programm MCNP5, und zwar ebenfalls am Los Alamos National Laboratory, ab den 1990er Jahren entwickelt. Die erste Version 2.7.x wurde im November 1999 freigegeben. Mit diesem Programm können Teilchenstöße von 34 verschiedenen Arten von Teilchen (Nukleonen und Ionen) und die von mehr als 2000 schweren Ionen simuliert werden. Auch wurde die Obergrenze der kinetischen Energie der Teilchen bedeutend erhöht. Der Schwerpunkt der Anwendungen dürfte folglich in der Beschleuniger- und Hochenergiephysik liegen. Die Entwicklungsetappen des Programms sind in Dokumenten festgehalten, die frei zugänglich sind.

## Alternativen oder ähnliche Programme
Eine Alternative zu MCNP ist das durch das CERN entwickelte Programm Geant4 oder Serpent.

## Benchmarks
MCNP6 ist weniger akkurat als MCNPX.
Geant4 wurde als weniger akkurat und langsamer als MCNPX beurteilt. Es wurde ebenfalls weniger akkurat als MCNP5 beurteilt.

### Fachartikel und Andere
- Avneet Sood: The Monte Carlo Method and MCNP - A Brief Review of Our 40 Year History. Juli 2017 (osti.gov).

### Fachbücher und Kapitel
- Raymond Alcouffe, Robert Dautray, Arthur Forster, Guy Ledanois, B. Mercier (Hrsg.): Monte-Carlo Methods and Applications in Neutronics, Photonics and Statistical Physics: Proceedings of the Joint Los Alamos National Laboratory - Commissariat à l’Energie Atomique Meeting Held at Cadarache Castle, Provence, France April 22–26, 1985 (= H. Araki u. a. [Hrsg.]: Lecture Notes in Physics. Band 240). Springer Berlin Heidelberg, Berlin, Heidelberg 1985, ISBN 978-3-540-16070-0, doi:10.1007/BFb0049029 (englisch).

### Historisch
- Nicholas Metropolis, S. Ulam: The Monte Carlo Method. In: Journal of the American Statistical Association. Band 44, Nr. 247, September 1949, S. 335–341, doi:10.1080/01621459.1949.10483310 (englisch).